# Deputat
Deputatul (din latină deputatus – „împuternicit”) este o persoană aleasă în funcția reprezentativă⁠(d) de membru al unui organ legislativ. De obicei reprezintă o anumită circumscripție electorală. Statutul deputatului este consemnat în constituția țării respective.
În unele sisteme politice, termenii „deputat” și „parlamentar” sunt sinonime, în altele nu.